# Mali vinski veščec
Mali vinski veščec (znanstveno ime Deilephila porcellus) je vrsta nočnih metuljev iz družine veščcev, ki je razširjena po Evropi, severni Afriki in zahodni Aziji.

## Opis
Mali vinski veščec je podoben velikemu vinskemu veščcu, le da je z razponom kril med 45 in 51 mm, od njega precej manjši. Prednji par kril je olivno rjavkaste barve z rožnatim robom.Glava, oprsje in trup so rožnati z olivnimi lisami. V suhih območjih poselitve, v Mali in osrednji Aziji, mali vinski veščec nima rožnate obarvanosti.  Metulj leta med majem in julijem, odvisno od lokacije.
Ličinka je sivo rjave ali temno sive barve z rumenkasto rjavimi prednjimi segmenti. Glava je bolj siva od ostalih delov. Na zadku ta vrsta nima trna, temveč dvojno bradavico. V zgodnjih stadijih je gosenica sivkasto zelene barve, poraščena pa je s črnikastimi dlačicami. Glava je rumenkasta.  Gosenice se hranijo na rastlinah iz rodu Galium in Epilobium.
Mali vinski veščec je v Alpah in Španiji razširjen do nadmorske višine okoli 1600 m, v Severni Afriki in Turčiji do 2000 m, v osrednjem Iranu in osrednji Aziji pa je razširjen na nadmorskih višinah med 2000 in 2500 m.